# Dauair
dauair (kod linii IATA: D5 / kod linii ICAO: DAU) – niemieckie linie lotnicze z siedzibą w Lubece. Główną bazą jest port lotniczy Dortmund
Firma powstała w marcu 2005.
9 sierpnia 2006 niemieckie Federalne Biuro Lotnictwa zawiesiło jej licencję na wykonywanie lotów. 16 sierpnia przed sądem okręgowym w Lubece rozpoczął się proces upadłościowy firmy.
Do momentu zawieszania lotów dysponowała 3 samolotami Saab 340 i 1 Metroliner.